# Rivalità Agassi-Sampras
La rivalità Agassi-Sampras è stata tra le più celebri nella storia del tennis.
Andre Agassi e Pete Sampras sono stati attivi negli anni novanta e giudicati tra i migliori di sempre nella loro disciplina; per tutta la durata delle loro carriere i due hanno rivaleggiato. Entrambi sono riusciti a diventare N.1 del mondo (Sampras per 286 settimane, Agassi per 101) ed entrambi si sono aggiudicati diversi tornei del Grande Slam (14 Sampras, 8 Agassi) e Master Series (17 Agassi, 11 Sampras). La loro rivalità era accentuata dal fatto che il loro stile e carattere era agli antipodi. Complessivamente si sono affrontati 34 volte tra il 1989 e il 2002 e il testa a testa privilegia Sampras per 20–14.

## Incontri memorabili
I due si sono affrontati in 5 finali del Grande Slam, 4 di queste sono state vinte da Pete Sampras. Il loro primo incontro è stato sul campo di terra rossa di Roma, per gli Internazionali d'Italia. Agassi vinse facilmente 6–2; 6–1 e confessò al suo allenatore di non essere stato particolarmente impressionato dal futuro rivale. Un anno dopo i due si incontrarono nella loro prima finale di uno Slam, all'US Open 1990 Agassi era favorito in virtù della sua migliore classifica, ma Sampras aveva dimostrato di essere molto competitivo eliminando Ivan Lendl e John McEnroe durante il torneo. La partita fu vinta nettamente da Sampras in soli 3 set. Le altre quattro finali di Slam furono all'Australian Open 1995 (vittoria di Agassi in 4 set), US Open 1995 (Sampras in 4 set), Wimbledon 1999 (Sampras in 3 set) e US Open 2002 (Sampras in 4 set).
Le due partite rimaste maggiormente nella memoria dei tifosi sono state disputate nel grande slam, ma non in finale. La più famosa è il quarto di finale all'US Open 2001 terminato 6–7(7), 7–6(2), 7–6(2), 7–6(5) in favore di Sampras (che poi però perderà la finale contro Lleyton Hewitt). Questa partita deve la sua fama al fatto che nessuno dei due atleti fu in grado di strappare il servizio all'altro. La seconda partita è la semifinale dell'Australian Open 2000 terminata 6–4, 3–6, 6–7(0), 7–6(5), 6–1 in favore di Agassi (che poi vincerà il titolo contro Kafelnikov).
Al momento del ritiro i due atleti detenevano molti record. Sampras era il giocatore con il maggior numero di titoli vinti nel Grande Slam: 14 (superando i 12 di Roy Emerson e a sua volta superato nel 2009 da Roger Federer arrivato ora a quota 20) e detentore del record di permanenza in vetta alla classifica mondiale (286 settimane, anch'esso battuto da Roger Federer, che il 16 luglio 2012 ha raggiunto le 287 settimane in vetta al ranking ATP), mentre Agassi deteneva il record di ATP Masters Series vinti (17, poi superato da Rafael Nadal nel 2010, attualmente fermo a 36).

## Statistiche
- Totale: Sampras 20–14
- Cemento: Sampras, 11–9
- Erba: Sampras, 2–0
- Terra: Agassi, 3–2
- Sintetico: Sampras, 5–2
- Incontri nei Masters Series: Agassi, 5–4
- Finali nei Masters Series: Agassi, 3–2
- Incontri al meglio dei 5 set: Sampras, 6–3
- Incontri al meglio dei 3 set: Sampras, 14–11
- Vittorie dopo aver perso il primo set: Pari, 4–4
- Incontri nel Grande Slam: Sampras, 6–3
- Finali nel Grande Slam: Sampras, 4–1
- Incontri nella Masters Cup: Sampras, 4–2
- Finali nella Masters Cup: Sampras, 1–0
- Tutte le finali: Sampras, 9–7

## Elenco di tutte le sfide, Sampras 20–14
| Legenda                  |
| Grande Slam              |
| Tennis Masters Cup       |
| ATP Masters Series       |
| ATP International Series |

| No. | Anno | Torneo                | Superficie  | Turno | Vincitore | Punteggio                      |
| --- | ---- | --------------------- | ----------- | ----- | --------- | ------------------------------ |
| 1   | 1989 | Roma                  | Terra rossa | R32   | Agassi    | 6–2, 6–1                       |
| 2   | 1990 | Philadelphia          | Sintetico   | R16   | Sampras   | 5–7, 7–5, ritirato             |
| 3   | 1990 | US Open               | Cemento     | F     | Sampras   | 6–4, 6–3, 6–2                  |
| 4   | 1990 | ATP World Tour Finals | Sintetico   | RR    | Agassi    | 6–4, 6–2                       |
| 5   | 1991 | ATP World Tour Finals | Sintetico   | RR    | Sampras   | 6–3, 1–6, 6–3                  |
| 6   | 1992 | Atlanta               | Terra rossa | F     | Agassi    | 7–5, 6–4                       |
| 7   | 1992 | Open di Francia       | Terra rossa | QF    | Agassi    | 7–6(6), 6–2, 6–1               |
| 8   | 1993 | Wimbledon             | Erba        | QF    | Sampras   | 6–2, 6–2, 3–6, 3–6, 6–4        |
| 9   | 1994 | Key Biscane           | Cemento     | F     | Sampras   | 5–7, 6–3, 6–3                  |
| 10  | 1994 | Osaka                 | Cemento     | SF    | Sampras   | 6–3, 6–1                       |
| 11  | 1994 | Paris                 | Sintetico   | QF    | Agassi    | 7–6(6), 7–5                    |
| 12  | 1994 | ATP World Tour Finals | Sintetico   | SF    | Sampras   | 4–6, 7–6(5), 6–3               |
| 13  | 1995 | Australian Open       | Cemento     | F     | Agassi    | 4–6, 6–1, 7–6(6), 6–4          |
| 14  | 1995 | Indian Wells          | Cemento     | F     | Sampras   | 7–5, 6–3, 7–5                  |
| 15  | 1995 | Key Biscane           | Cemento     | F     | Agassi    | 3–6, 6–2, 7–6(3)               |
| 16  | 1995 | Canada (Montreal)     | Cemento     | F     | Agassi    | 3–6, 6–2, 6–3                  |
| 17  | 1995 | US Open               | Cemento     | F     | Sampras   | 6–4, 6–3, 4–6, 7–5             |
| 18  | 1996 | San Jose              | Cemento     | F     | Sampras   | 6–2, 6–3                       |
| 19  | 1996 | Stuttgart             | Sintetico   | QF    | Sampras   | 6–4, 6–1                       |
| 20  | 1996 | ATP World Tour Finals | Sintetico   | RR    | Sampras   | 6–2, 6–1                       |
| 21  | 1998 | San Jose              | Cemento     | F     | Agassi    | 6–2,6–4                        |
| 22  | 1998 | Monte Carlo           | Terra rossa | R32   | Sampras   | 6–4, 7–5                       |
| 23  | 1998 | Canada (Montreal)     | Cemento     | QF    | Agassi    | 6–7(5), 6–1, 6–2               |
| 24  | 1999 | Wimbledon             | Erba        | F     | Sampras   | 6–3, 6–4, 7–5                  |
| 25  | 1999 | Los Angeles           | Cemento     | F     | Sampras   | 7–6(3), 7–6(1)                 |
| 26  | 1999 | Cincinnati            | Cemento     | SF    | Sampras   | 7–6(7), 6–4                    |
| 27  | 1999 | ATP World Tour Finals | Cemento     | RR    | Agassi    | 6–2, 6–2                       |
| 28  | 1999 | ATP World Tour Finals | Cemento     | F     | Sampras   | 6–1, 7–5, 6–4                  |
| 29  | 2000 | Australian Open       | Cemento     | SF    | Agassi    | 6–4, 3–6, 6–7(0), 7–6(5), 6–1  |
| 30  | 2001 | Indian Wells          | Cemento     | F     | Agassi    | 7–6(5), 7–5, 6–1               |
| 31  | 2001 | Los Angeles           | Cemento     | F     | Agassi    | 6–4, 6–2                       |
| 32  | 2001 | US Open               | Cemento     | QF    | Sampras   | 6–7(7), 7–6(2), 7–6(2), 7–6(5) |
| 33  | 2002 | Houston               | Terra rossa | SF    | Sampras   | 6–1, 7–5                       |
| 34  | 2002 | US Open               | Cemento     | F     | Sampras   | 6–3, 6–4, 5–7, 6–4             |